# Anión triyoduro
Sustancia química que se forma mediante combinación en fase acuosa del yodo molecular (I2) con ion yoduro (I-) procedente de un yoduro alcalino soluble en agua (KI o NaI). El resultado de esta combinación es un ion complejo de fórmula I3- .

## Introducción
El yodo molecular (I2) es una sustancia muy poco soluble en agua (1,33 · 10-3 M a 20 °C), pero su solubilidad aumenta considerablemente en presencia de disoluciones acuosas de yoduro potásico o sódico, ya que se combina con los iones yoduro (I-) formando un ion complejo, que recibe el nombre común de ion triyoduro o anión triyoduro.
  {\displaystyle {\ce {I2{}_{(aq)}+I{^{-}}_{(aq)}<=>I3{^{-}}_{(aq)}}}}        {\displaystyle K=7,0\cdot 10^{2}}  
Como puede verse en la reacción anterior, la constante de equilibrio es muy favorable a la formación del ion triyoduro. A ello hay que añadir que en el procedimiento habitual de formación del triyoduro en el laboratorio, el yoduro potásico (o sódico) se encuentra en un gran exceso (en balance de moles, de dos a cinco moles de KI por cada mol de I2), con lo que, de acuerdo con el Principio de Le Châtelier, el equilibrio estará más desplazado hacia la derecha, es decir, la solubilidad del yodo se hace todavía mayor. Por tratarse de un ion molecular no es posible disponer de triyoduro en estado sólido. Cuando por razones prácticas es necesario utilizar este ion en alguna reacción química, es necesario prepararlo “in situ”.

## Aplicaciones
El triyoduro se utiliza como sustituto de yodo en todas aquellas reacciones o procedimientos químicos en medio acuoso en los que el yodo se encuentra involucrado, ya que, dada la baja solubilidad del yodo, es la única manera de disponer de suficiente cantidad de este elemento en la disolución. Un ejemplo típico e histórico es la denominada solución de lugol, preparada por primera vez en 1829 por médico francés  Jean Guillaume Auguste Lugol, del que lleva su nombre. A efectos prácticos, es el yodo y no el yoduro con el que forma el aducto I3−, el que interviene en las reacciones químicas, por lo que los cálculos estequiométricos se hacen considerando los moles de I2 en lugar de los de I3- . Así por ejemplo, la típica reacción del triyoduro con el tiosulfato para dar yoduro y tetrationato:
{\displaystyle {\ce {I3- + 2S2O3^2- <=> S4O6^2- + 3I-}}} {\displaystyle (E^{o}=+0,4555V)}  
 es equivalente a  la reacción
{\displaystyle {\ce {I2 + 2S2O3^2- <=> S4O6^2- + 2I-}}}      {\displaystyle (E^{o}=+0,4555V)}
Como puede verse, en ambas reacciones  se obtiene un mol de tetrationato a partir de dos moles de tiosulfato y la diferencia de potencial de oxidación-reducción es la misma. Respecto a los moles de yoduro (I-), el que sean tres en un caso o dos en el otro, tiene una importancia menor, pues como se ha explicado anteriormente, la reacción se lleva a cabo en un gran exceso de ion yoduro.
El ion triyoduro juega un papel muy importante en los métodos de análisis químico en que intervine el yodo, sobre todo cuando se lleva a cabo en medio acuoso. Existen numerosos métodos analíticos basados en las propiedades oxidantes del yodo, cuya semirreacción:
{\displaystyle {\ce {I2 + 2e- <=> 2I-}}} {\displaystyle (E^{o}=+0,5355V)}
es rápida y reversible, requisitos habitualmente buscados en las reacciones que se utilizan en el análisis volumétrico, pues los oxidantes fuertes oxidan el yoduro (I- )a yodo y los reductores fuertes reducen el yodo a yoduro (I-). Por esa razón las volumetrías redox con yodo pueden ser de dos tipos:
-         Métodos directos o yodimetrías, cuando se utilizan disoluciones patrón de yodo como valorante de sustancias reductoras fuertes. En estos casos, la disolución valorante patrón de yodo se prepara por pesada directa de yodo de alta pureza que es preciso disolver en una disolución de yoduro potásico, para que se forme la especie más soluble de triyoduro, que es la que se utilizará para cargar la bureta e iniciar la valoración. El empleo de disoluciones de yodo patrón presenta algunas dificultades, entre ellas, que el yodo, aun formando el ion triyoduro es ligeramente volátil, se descompone fotoquímicamente de forma lenta, pero constante y el exceso de yoduro de la disolución se oxida, también lentamente, en contacto con el aire, aumentando la concentración de yodo
{\displaystyle {\ce {4I- + O2 + 4H+ <=> 2I2 + 2H2O}}}
              Para minimizar estos efectos, es recomendable guardar el reactivo en frigorífico y protegido de la luz y, aun así es necesario renormalizar la disolución patrón de yodo cada pocos días.
-         Métodos indirectos o yodometrías, en que se determinan sustancias oxidantes, que previamente se hacen reaccionar con un exceso de yoduro potásico, liberando una cantidad equivalente de yodo, que formará el correspondiente anión triyoduro. De no hacerse en exceso de yoduro, el yodo liberado quedaría sin disolver en el medio acuoso, lo que dificultaría seriamente la valoración.  Este yodo liberado se valora después con una disolución patrón de alguna sustancia reductora, habitualmente tiosulfato sódico o arsenito sódico.